# 全国中等学校優勝野球満洲大会
全国中等学校優勝野球満洲大会（ぜんこくちゅうとうがっこうゆうしょうやきゅうまんしゅうたいかい）は、1921年から1941年まで満洲（関東州、南満洲鉄道附属地のち満洲国）および中華民国内の租界などに所在する中等学校を対象に行われていた全国中等学校優勝野球大会の地方大会。

## 沿革
- 1921年　初開催。
- 1941年　戦争激化のため全国大会は中止。
- 1942年 - 1945年　開催されず。その後、日本の敗戦により大会廃止。

## 歴代代表校
| 年度                 | 参加校 | 代表校（出場回数）      | 決勝スコア      | 準優勝校     | 全国大会      |
| -------------------- | ------ | ----------------------- | --------------- | ------------ | ------------- |
| 1921年（第7回大会）  | 3校    | 大連商（初出場）        | 0-2 12-1 1-0    | 旅順中       | ベスト4       |
| 1922年（第8回大会）  | 3校    | 南満工（初出場）        | 3-2             | 大連商       | 1回戦         |
| 1923年（第9回大会）  | 3校    | 大連商（2年ぶり2回目）  | 11-1            | 奉天中       | 1回戦         |
| 1924年（第10回大会） | 4校    | 大連商（2年連続3回目）  | 10-2            | 奉天中       | ベスト4       |
| 1925年（第11回大会） | 1校    | 大連商（3年連続4回目）  | （予選なし）    | （予選なし） | ベスト4       |
| 1926年（第12回大会） | 3校    | 大連商（4年連続5回目）  | 8-5             | 青島中       | 準優勝        |
| 1927年（第13回大会） | 3校    | 大連商（5年連続6回目）  | 10-2            | 長春商       | 1回戦         |
| 1928年（第14回大会） | 3校    | 大連商（6年連続7回目）  | 9-0             | 奉天中       | 1回戦         |
| 1929年（第15回大会） | 5校    | 青島中（初出場）        | 9-4             | 大連商       | 1回戦         |
| 1930年（第16回大会） | 5校    | 大連商（2年ぶり8回目）  | 17-1            | 奉天中       | ベスト8       |
| 1931年（第17回大会） | 5校    | 大連商（2年連続9回目）  | 6-1             | 安東中       | 2回戦（初戦） |
| 1932年（第18回大会） | 4校    | 大連商（3年連続10回目） | 5x-4            | 安東中       | 1回戦         |
| 1933年（第19回大会） | 4校    | 大連商（4年連続11回目） | 11-5            | 安東中       | 1回戦         |
| 1934年（第20回大会） | 2校    | 大連商（5年連続12回目） | 10-7 9-2        | 奉天中       | 2回戦（初戦） |
| 1935年（第21回大会） | 3校    | 青島中（6年ぶり2回目）  | リーグ戦        | 奉天中       | 1回戦         |
| 1936年（第22回大会） | 3校    | 青島中（2年連続3回目）  | リーグ戦        | 奉天商       | 2回戦（初戦） |
| 1937年（第23回大会） | 2校    | 青島中（3年連続4回目）  | 13-12 8-10 13-3 | 天津商       | 2回戦（初戦） |
| 1938年（第24回大会） | 2校    | 天津商（初出場）        | 7-0 10-1        | 奉天商       | 1回戦         |
| 1939年（第25回大会） | 4校    | 天津商（2年連続2回目）  | 16-0            | 奉天商       | 1回戦         |
| 1940年（第26回大会） | 3校    | 奉天商（初出場）        | 3x-2            | 天津商       | 1回戦         |
| 1941年（第27回大会） | 3校    | 天津商（出場なし）      | リーグ戦        | 新京商       | （中止）      |

- 1921、1934、1937、1938年の決勝は3戦2勝制（先に2勝したチームの優勝）
- 1941年は満洲大会のみ実施